# Kajetan Ożarowski
Kajetan Dominik Ożarowski herbu Rawicz (ur. w 1767 roku – zm. w 1811 roku) – generał wojsk polskich, syn hetmana Piotra Ożarowskiego, starszy brat Adama Ożarowskiego, kawaler maltański (w zakonie po 1793 roku), kawaler Honoru i Dewocji, hrabia.
Początkowo był adiutantem hetmana polnego litewskiego Aleksandra Michała Sapiehy, następnie służył w kawalerii francuskiej skąd wyszedł z rangą porucznika.
Wstąpił do wojska polskiego 1 września 1789 do 1 Brygady Małopolskiej Kawalerii Narodowej. Kampanię 1792 wojny polsko-rosyjskiej odbył w stopniu majora. 18 października 1793 roku za sprawą ojca awansował z majora bezpośrednio na brygadiera – dowódcę 1 Brygady. W 1793 został kawalerem Orderu Świętego Stanisława. 29 maja 1794 Tadeusz Kościuszko awansował go na generała majora.